# Zentralstelle für die Gemeindeämter der Frau

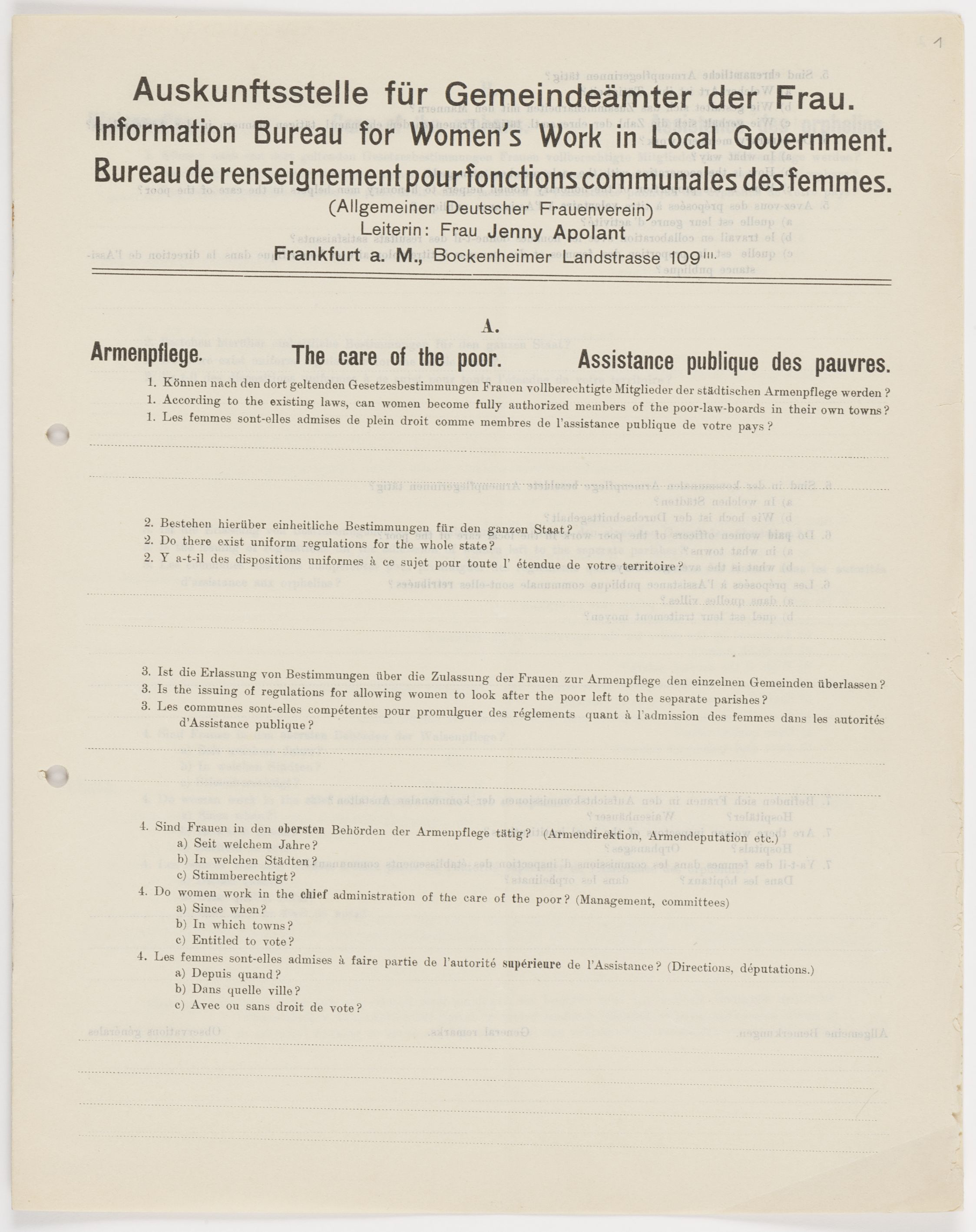
Mit Fragebogenaktionen erhob die Auskunftsstelle für Gemeindeämter der Frau des ADF Daten zur sozialen, politischen und rechtlichen Lage, um Forderungen statistisch zu untermauern (hier 1908)

Die Zentralstelle für die Gemeindeämter der Frau (gegründet 1905), früher auch Auskunftsstelle für die Gemeindeämter der Frau, war eine vom Allgemeiner Deutscher Frauenverein (ADF) gegründete Institution, die Auskünfte über Rechte der Frauen erteilte. Die Zentralstelle war in Frankfurt am Main beheimatet.

## Gründung
Die Zentralstelle für die Gemeindeämter der Frau war vom Allgemeiner Deutscher Frauenverein als Dokumentationszentrum sowie als Propagandazentrale geplant, als Konsequenz aus der gemäßigten Frauenbewegung, politische Teilhabe für Frauen auf kommunaler Ebene auszuweiten auf dem Weg zu den Staatsbürgerinnenrechten.

## Aufgabe und Wirken
Die Hauptaufgabe der Zentralstelle war die Recherche und Dokumentation von Materialien über die Stellung der Frau in der Gemeinde, und zwar über die Grenzen des Kaiserreichs hinaus. In zweiter Linie oblag ihr die Beantwortung diesbezüglicher Fragen. Es ging um das Sammeln von Fakten über bestehende Rechte, eine Bestandsaufnahme der in allen deutschen Bundesstaaten unterschiedlichen Gemeindeverfassungen, um kommunalpolitische Forderungen  argumentativ zu unterfüttern, aber auch um Frauen über ungenutzte Rechte und Möglichkeiten aufklären zu können.
Die Auskunftsstelle befand sich die ersten sechs Jahre in der Wohnung von Jenny Apolant in Frankfurt am Main, bevor sie 1913 in ein Büro in der Hochstraße 49 im selben Ort, umzog. Die erste festangestellte Mitarbeiterin war ab Mai 1913 Margarete Bernhard. Der Zentralstelle gehörten neben Apolant, Bernhard, Rosa Kempf und Rose von Mangoldt (ehemalige Wohnungsinspektorin in Halle), Johanna Tesch von den Sozialdemokraten und Meta Quarck-Hammerschlag an.
Die Anzahl der Auskünfte stieg von 89 im Jahr 1908/1909 auf 124 im Jahr 1912/1913.

## Erfolge
1907 wurden Anna Dinger und Julie Roger vollberechtigte Mitglieder des Waisen- und Armenamtes.
Erfolge waren des Weiteren die Wahl von Marie Oswalt, Minnie Rößler und Marie Hahn-Opificius 1912/1913 vom Frankfurter Magistrat in das Kuratorium für Höhere Schulen, die Anstaltsdeputation und die Gesundheitsdeputation.
Vor dem Ersten Weltkrieg waren in Frankfurt insgesamt 24 Frauen in städtischen Ämtern Deputationen und Kommissionen vertreten, teils beratend, teils stimmberechtigt.